# Aritmetica

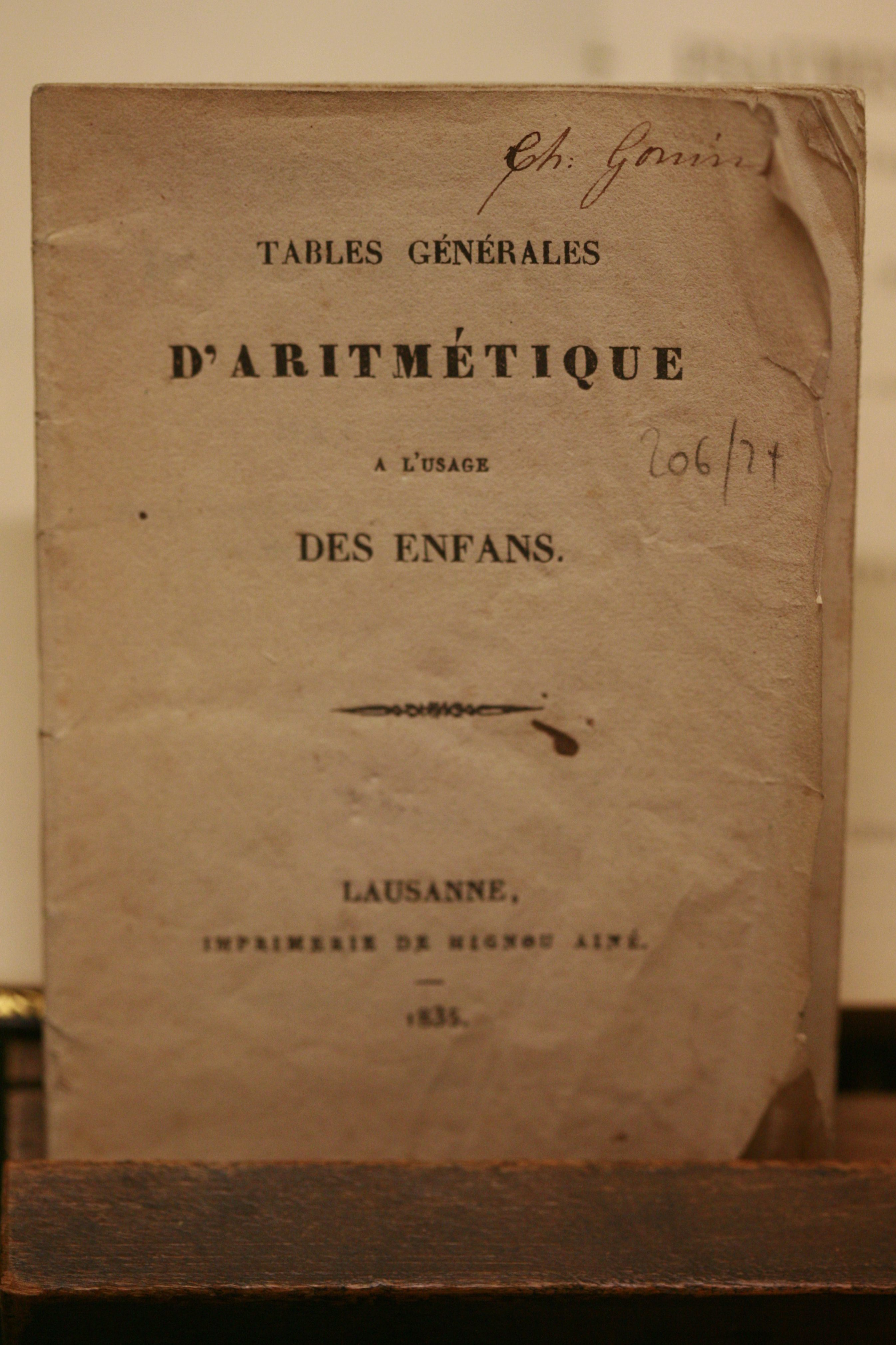
Tavola aritmetica per bambini, Lausanne 1835

L'aritmetica (dal greco ἀριθμός = numero) è la più antica branca della matematica, quella che studia le proprietà elementari delle operazioni aritmetiche sui numeri, specialmente i numeri naturali.
È praticata quotidianamente da tutti per scopi molto semplici, come contare oggetti, valutare costi, stabilire distanze; viene utilizzata anche per scopi avanzati, ad esempio in complessi calcoli finanziari o nella tecnologia delle comunicazioni (crittografia).
I matematici talvolta usano il termine aritmetica per indicare la teoria dei numeri, disciplina che però tratta problemi più avanzati e specifici rispetto all'aritmetica elementare.

## Storia
La preistoria dell'aritmetica si limita ad un piccolo numero di piccoli artefatti che testimoniano una chiara concezione dell'addizione e della sottrazione; la prima fonte è l'osso d'Ishango rinvenuto nell'Africa centrale, datata circa tra il 2 000 e il 1 800 a.C.
È chiaro che i babilonesi avevano una solida conoscenza di quasi tutti gli aspetti dell'aritmetica elementare già intorno al 1800 a.C., anche se gli storici possono solo avanzare congetture sopra i metodi utilizzati per ottenere i risultati delle operazioni aritmetiche; questo è il caso dei risultati presentati nella tavoletta d'argilla Plimpton 322, che si presenta come una lista di terne pitagoriche; non si ha invece la possibilità di mostrare in qual modo questa lista sia stata originariamente prodotta. Similmente gli egizi, attraverso il Papiro di Rhind (che risale al 1650 a.C. circa, ma che, con ogni evidenza, è una copia di un vecchio testo del 1850 a.C. circa) testimoniano che le operazioni di addizione, sottrazione, moltiplicazione e divisione venivano effettuate all'interno di un sistema basato su frazioni unitarie.
Nicomaco di Gerasa, nella sua opera Introduzione all'aritmetica, ha presentato concisamente l'approccio filosofico pitagorico ai numeri, e alle loro mutue relazioni. In quei tempi le operazioni aritmetiche di base costituivano attività molto complesse ed impegnative; è stato il metodo noto come il «Metodo degli indiani» (in latino Modus Indorum), che ha condotto all'aritmetica che conosciamo oggi. L'aritmetica indiana è stata molto più semplice di quella greca, a causa della semplicità del sistema di numerazione indiano, che per primo è riuscito a servirsi del numero zero e di una notazione posizionale. Nel VII secolo il vescovo siriaco Severo Sebokht menzionava questo metodo con ammirazione, precisando tuttavia che il metodo degli indiani si presentava senza alcuna descrizione.

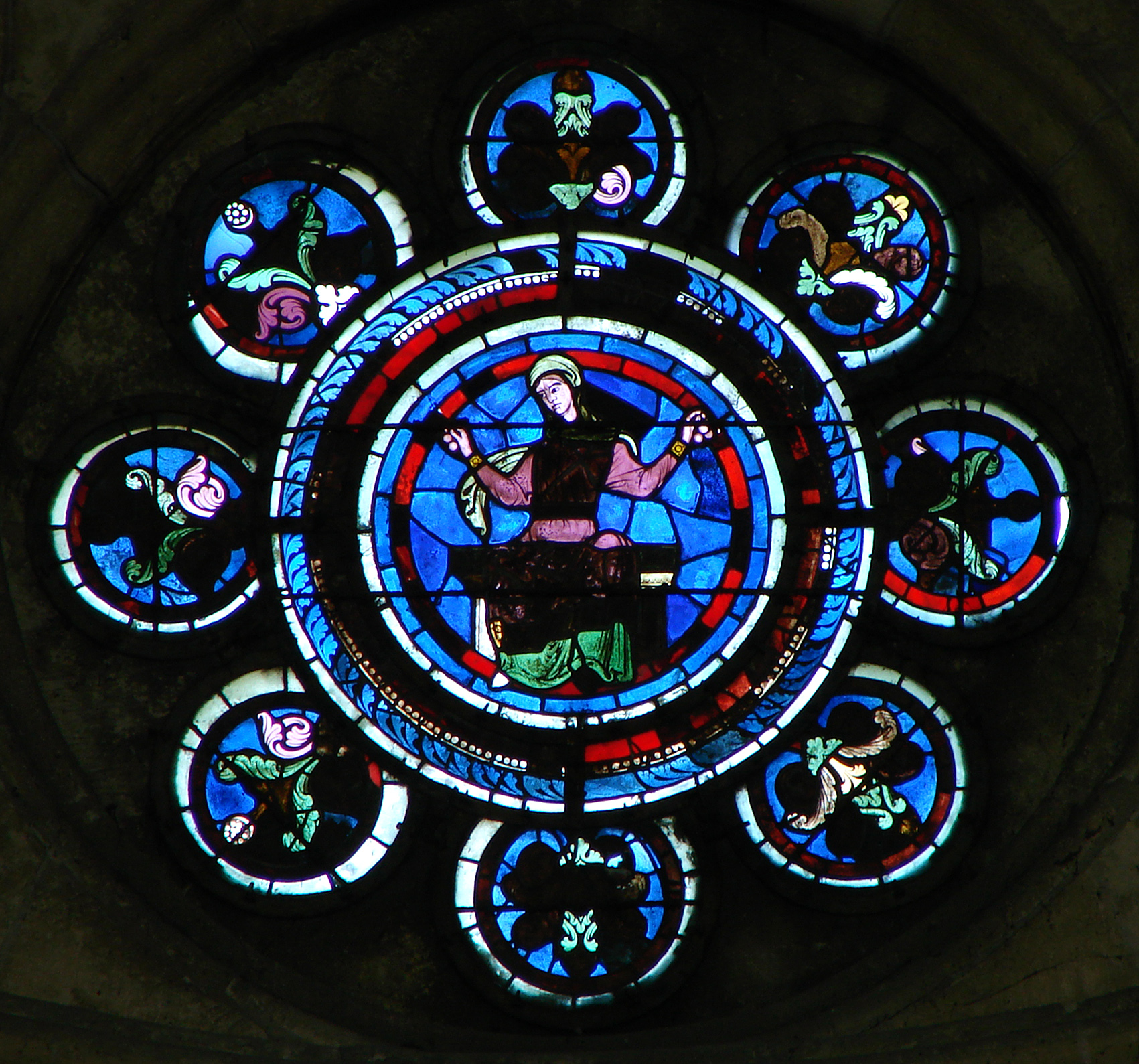
Antropomorfizzazione dell'aritmetica nel rosone della cattedrale di Laon

Gli arabi appresero questo nuovo metodo e lo chiamarono hesab. Leonardo Fibonacci (noto anche come Leonardo di Pisa), ha introdotto in Europa il metodo degli indiani nel 1202. Nel suo Liber Abaci, Fibonacci afferma che, rispetto a questo nuovo metodo, tutti gli altri metodi sono stati sbagliati. Nel Medioevo, l'aritmetica era una delle sette Arti Liberali e veniva insegnata nelle università. Francesco Pellos ne compendiò lo stato nel XV secolo.
I moderni algoritmi dell'aritmetica (utilizzati sia per calcoli manuali che per calcoli automatici) sono stati resi possibili dalla introduzione dei numerali arabi e della loro notazione numerica posizionale e decimale. L'aritmetica araba basata sui numerali era stata sviluppata dai grandi matematici indiani Aryabhatta, Brahmagupta e Bhāskara I. Aryabhatta ha tentato di usare diverse notazioni posizionali e Brahmagupta ha arricchito dello zero il sistema numerico indiano. Brahmagupta ha messo a punto i procedimenti moderni per moltiplicazione, divisione, l'addizione e sottrazione basate sulle cifre decimali. Sebbene oggi siano ormai considerati elementari, questi procedimenti per la loro semplicità costituiscono il punto di arrivo di migliaia di anni di sviluppo della matematica. Per contrasto l'antico matematico Archimede ha dedicato un'intera opera, l'Arenario , a mettere a punto una notazione per un certo numero intero molto grande. Alla fioritura dell'algebra nel mondo islamico medievale e nell'Europa Rinascimentale ha contribuito in misura significativa anche l'enorme semplificazione dei calcoli numerici consentita dalla notazione decimale.

## Aritmetica decimale
Il sistema numerico decimale è un sistema di numerazione posizionale che rappresenta i numeri a partire dalle cifre base da 0 a 9. Un numero decimale consiste in una sequenza di queste cifre base. Il valore di ciascuna cifra che compone il numero dipende dalla posizione che la cifra occupa nella notazione. Una parte essenziale di questo sistema (e un grande traguardo concettuale) è stato pensare allo 0 come ad un numero comparabile alle altre cifre base.

## Operazioni aritmetiche

I quattro operatori aritmetici.

Le operazioni aritmetiche tradizionali sono addizione, sottrazione, moltiplicazione e divisione, sebbene vengano a volte incluse nella materia anche operazioni più avanzate come l'elevamento a potenza, l'estrazione di radice, i logaritmi e l'uso delle percentuali. I calcoli aritmetici vengono effettuati rispettando l'ordine delle operazioni. Qualunque insieme su cui possono essere effettuate tutte e quattro le operazioni aritmetiche (eccetto la divisione per 0), e in cui le quattro operazioni godono delle comuni proprietà, è chiamato campo.

## Teoria dei numeri
Il termine aritmetica è usato anche per riferirsi alla teoria dei numeri. Quest'ultima studia le proprietà degli interi collegate ai numeri primi, la divisibilità, e le soluzioni intere delle equazioni, che sono argomenti in rapida crescita nella matematica moderna. È in questo contesto che si incontrano il teorema fondamentale dell'aritmetica e le funzioni aritmetiche.

## Insegnamento dell'aritmetica nella scuola italiana
In generale nella scuola elementare vengono insegnati gli algoritmi di calcolo manuali per eseguire le quattro operazioni nell'insieme dei numeri naturali e dei numeri razionali positivi nella forma decimale; nelle medie inferiori gli algoritmi di queste stesse operazioni eseguite su frazioni e vengono introdotti l'insieme dei numeri razionali e quello dei numeri reali.
Sempre alle medie inferiori si studiano le operazioni di elevamento a potenza, di estrazione di radice (in particolare la radice quadrata), di massimo comune divisore e di minimo comune multiplo. Tradizionalmente si insegnava l'algoritmo manuale di estrazione di radice quadrata, ma ciò ora non è più sempre vero, visto che molti insegnanti preferiscono insegnare l'uso delle tavole numeriche o quello del calcolatore tascabile. Viene inoltre appreso il metodo di approssimazione dei risultati. Vengono introdotte le proporzioni e la proporzionalità e le sue applicazioni alla risoluzione di problemi del tre semplice e del tre composto, di ripartizione e di applicazioni di matematica finanziaria.
Nelle scuole medie superiori si studiano i logaritmi; anche qui si è passati dall'apprendimento dell'uso del regolo calcolatore a quello del calcolatore o del computer. Entrambi questi strumenti sono ampiamente utilizzati terminati gli studi per eseguire calcoli numerici.